# Carl August Lindvall
Carl August Lindvall, oftast C.A. Lindvall, född 14 december 1829 i Karlskrona, död 23 juni 1918 i Maria Magdalena församling, Stockholm, var en svensk skeppsbyggare.
Lindvall genomgick Skeppsbyggeriinstitutet i Karlskrona 1843–1848, var anställd hos Otto Edvard Carlsund vid Motala Mekaniska Verkstad och därefter vid Bergsunds Mekaniska Verkstad, där han var den drivande kraften, fram till 1874 som konstruktör och fram till 1890 som överingenjör och chef. 160 fartyg av olika storlekar och 200 järnbroar byggdes vid Bergsund under hans tid. Han var konsulterande ingenjör vid Ekensbergs Varv 1895–1906.
Utöver verksamheten inom skeppbyggeri var Lindvall starkt engagerad inom spårvägstrafiken på Södermalm. Han var ledamot av styrelsen för Stockholms Södra Spårvägs AB 1889–1906, verkställande direktör i detta bolag 1891–1899 och ordförande i styrelsen för Södra Spårvägarnes Trafikaktiebolag 1892–1900. På sin fritid hade han ett stort intresse för geologi, publicerade ett flertal skrifter inom detta ämne och deltog i geologkonferensen i Sankt Petersburg 1897.
På Bergsunds Mekaniska Verkstads gamla område på Södermalm har Lindvallsgatan och Lindvallsplan uppkallats efter C.A. Lindvall. Han är gravsatt på Norra begravningsplatsen utanför Stockholm.